# Herbertiidae
Die Herbertiidae bilden eine Hautflüglerfamilie innerhalb der Überfamilie der Erzwespen (Chalcidoidea).
Das Taxon geht auf den tschechischen Entomologen Zdeněk Bouček zurück, der im Jahr 1988 die Unterfamilie Herbertiinae innerhalb der Pteromalidae einführte. Die Typusgattung ist Herbertia Howard, 1894. 2018 wurden zwei neu beschriebene Gattungen in die Unterfamilie gestellt. Burks et al. führten 2022 aufgrund molekularbiologischer und morphologischer Studien eine Aufspaltung und Umgliederung der Pteromalidae durch. Im Rahmen dieser Revision wurde die Unterfamilie in den Rang einer Familie erhoben.

## Merkmale
Burks et al. (2022) beschreiben die Familie Herbertiidae anhand folgender morphologischer Eigenschaften: Die Fühler besitzen 10 Geißelglieder, wovon 3 Keulenglieder (Clavomere) sind. Der Clypeus weist eine quer gerichtete subapikale Furche auf. Das Labrum ist hervorstehend und sklerotisiert sowie annähernd rechteckig mit Randborsten in einer Reihe angeordnet. Die Mandibeln weisen 2 Zähne auf. Die subforaminale Brücke ist mit Postgena und getrennt von der unteren Tentoriumsbrücke. Der Hinterkopf weist eine postgenale Lamina sowie eine postgenale Furche auf. Das Mesoscutellum ist mit Frenum, seitlich durch einen frenalen Arm angedeutet, und ist ohne axillularer Längsfurche (Sulcus). Der mesopleurale Bereich ist ohne erweitertem Acropleuron. Er ist entweder mit oder ohne Gruben. Die Marginalader der Vorderflügel ist mehr als anderthalb Mal so lang wie die Stigmalader und ist ohne verlängertem Uncus (seitlicher Abzweig von der Stigmalader vor deren Ende). Das Mesepimeron reicht über den Vorderrand des Metapleurons. Es sind zwei mesofurkale Gruben vorhanden. Alle Beine weisen 5 Tarsenglieder auf. Der protibiale Sporn ist kräftig und gebogen. Der basitarsale Kamm ist geneigt. Das Metasoma ist mit Syntergum und daher ohne Epipygium (Subgenitalplatte).

## Lebensweise
Von den Vertretern der Gattung Herbertia ist bekannt, dass sie blattminierende Dipterenlarven aus der Familie der Minierfliegen (Agromyzidae) parasitieren. Die Gattung kommt hauptsächlich in den Subtropen und Tropen vor.

## Innere Systematik
Nach Burks et al. (2022) zählen zu den Herbertiidae folgende Gattungen:
- Exolabrum Burks, 2018 – 1 Art (E. vannoorti)
- Herbertia Howard, 1894 – 8 Arten
- Versolabrum† Burks & Krogmann, 2018 – 1 Art (V. coriaceum)

Exolabrum ist eine rezente Gattung, die bisher nur in Südafrika nachgewiesen wurde. Versolabrum ist eine fossile Gattung, die in baltischem Bernstein aus dem Eozän gefunden wurde.